# ممر ديسكفري
ممر ديسكفري (بالفرنسية: Passage Discovery) هو مضيق يشكل جزءًا من الممر الداخلي بين جزيرة فانكوفر وجزر ديسكفري في كولومبيا البريطانية. ويعتبر المضيق أهم ممر طبيعي للسفن الداخلة أو الخارجة من بحر ساليش من الشمال.

## التسمية
أطلق الكابتن جورج فانكوفر اسم الممر في عام 1792 على اسم سفينته إتش إم إس ديسكفري. وتقول مصادر أخرى أن الكابتن كيليت سمى الممر لأن سفينة فانكوفر ديسكفري أبحرت عبر الممر في وقت سابق.

## جغرافيا
يبلغ طول المضيق 25 كم (16 ميل) ومتوسط عرضه 2 كم (1.2 ميل)، ويضيق إلى 750 متر فقط (820 ياردة) عند سيمور ناروز. معظم الخط الساحلي الشرقي للممر هو جزيرة كوادرا، حيث تشكل جزيرة سونورا الخط الساحلي في الطرف الشمالي حيث يلتقي ممر ديسكفري بمضيق جونستون. ويدخل الطرف الجنوبي من ممر ديسكفري إلى مضيق جورجيا، الذراع الشمالي لبحر ساليش.
يتم عبور الممر بشكل متكرر عن طريق السفن السياحية وسفن الشحن وقوارب الصيد وسفن طريق ألاسكا البحري السريع وأنظمة عبارات كولومبيا البريطانية.